# Out 1
Out 1: Noli me tangere è un film francese del 1971 diretto da Jacques Rivette.
Ispirato alla Storia dei tredici di Honoré de Balzac, il film è tra i lungometraggi più lunghi della storia del cinema: la versione originale dura oltre 760 minuti. Il film è suddiviso in otto episodi della durata di 90-100 minuti ciascuno.

## Trama
Una rete di inseguimenti, sabotaggi e relazioni fra gli appartenenti ai Tredici, una misteriosa società segreta intenzionata a governare Parigi, sconvolti e preoccupati dall'incontro con due giovani, Colin e Fréderique, che per ragioni diverse entrano in contatto con la Società e, restandone affascinati, cercano di capirne di più, minando la riservatezza del gruppo.

## Episodi
- De Lili à Thomas

Lili e il gruppo di attori che coordina (cinque in tutto, due uomini e tre donne Lili compresa) provano I sette contro Tebe di Eschilo. Lo studio è una tipica “cantina” teatrale, spoglio e ampio, arredato solo con un lungo divano e qualche disordinato mucchio di costumi e di libri. Le prove vertono soprattutto su alcuni esercizi di intonazione, di coreografia e di recitazione del testo.
Colin è un giovane parigino che vaga tra i dehors dei caffè del centro di Parigi fingendosi sordomuto per racimolare qualche elemosina. Passa tra i tavoli lasciando una busta azzurra che reca il messaggio «Je suis sourd-muet et je porte le message du destin», poi ripassa suonando qualche nota di armonica a bocca, allungando la mano per ricevere qualche moneta, ma il suo atteggiamento un po' scostante e sbrigativo non gli fa in verità guadagnare molto.
Frédérique passeggia sovrappensiero per la strada. Anche lei è seguita molto da vicino dalla macchina da presa a mano. Entra in un bar, e avvicinatasi a un avventore gli confida di aver bisogno di denaro e di un paio di sigarette.
Il gruppo teatrale di Thomas lavora sul Prometeo incatenato ed è impegnato nello studio e nella discussione del testo, in lunghi esercizi fisici e in estenuanti improvvisazioni.
- De Thomas à Frédérique

Thomas prosegue il lavoro con il suo gruppo, continuano le riprese degli esercizi psicofisici e di discussione di gruppo sull'andamento del lavoro.
All'uscita dello stesso café dell'episodio precedente, Colin si imbatte in Marie, una delle attrici del gruppo di Lili, che gli mette in mano un biglietto e poi scappa. Sul foglio c'è un criptico messaggio che fa riferimento a un gruppo di cospiratori che agisce nell'ombra. Colin è sconvolto e incuriosito, e rientrato a casa (uno studio spoglio e pieno di libri) inizia a ragionare e a documentarsi per cercare di capirne di più, aiutandosi con L'Histoire de treize di Balzac e La caccia allo Snark di Carroll.
Lili incontra Lucie, un'amica avvocatessa che non vedeva da diverso tempo. Parlano di Georges, il compagno di Lili, e del misterioso Igor.
Frédérique, di nuovo per la strada ma con qualche soldo in tasca, incontra in un altro bar Honeymoon, amico omosessuale che le confida le sue pene d'amore. Frédérique insiste per offrirgli da bere e per lasciargli un po' di denaro: probabilmente di nuovo al verde, quindi, lo saluta.
- De Frédérique à Sarah

Frédérique, sempre in cerca di soldi, incontra in un caffè un ricco signore, depresso per essere stato appena lasciato dalla fidanzata, e quando questi si ubriaca riesce a derubarlo. Più tardi cerca di approfittare anche di un conoscente, Marlon, ma ne nasce un litigio nel quale la ragazza ha la peggio.
Colin si muove per cercare di approfondire le indagini: chiede e ottiene un colloquio con un professore di Lettere esperto di Balzac, riesce finalmente a decifrare un indizio e capita in uno strano negozio in Place St. Opportune n. 2, L'angle du Hasard, gestito dalla bionda Pauline e frequentato da un gruppo di giovani impegnati nella pianificazione del lancio di un giornale politico. Il giovane telefona poi al padre per avere un tesserino da giornalista  (facendo così cadere la maschera di falso sordomuto).
Il gruppo di Lili continua a lavorare alle prove; quello di Thomas, invece, è in crisi, e Thomas decide di cercare di convincere un'amica, Sarah, ad unirsi al laboratorio. Si scopre inoltre che Lili, tempo prima, ha lavorato assieme a Thomas, e che il rapporto si è interrotto a causa della difficoltà da parte di Lili a reggere la violenza, fisica e psicologica, delle prove di Thomas. Il regista raggiunge Sarah nella casa dei Tredici sulla costa e la convince a seguirlo a Parigi.
- De Sarah à Colin

Anche al gruppo di Lili si aggiunge un nuovo membro, il giovane e carismatico Renaud, invitato da Lili per rinfrescare il clima delle prove.
Dopo aver derubato uno sprovveduto di passaggio, Frédérique capita in un giardino privato, e di lì a una villa. Spiando all'interno vede un uomo, Etienne, che gioca a scacchi da solo. Etienne la nota e la invita ad entrare, ma nel momento in cui si allontana per prepararle un drink lei fruga nel suo scrittoio e ruba alcune lettere, poi fugge. In seguito, studiando le lettere che ha rubato, la ragazza nota un nome ricorrente, Warok.
Thomas fa visita a Pauline (che a casa usa il suo vero nome, Emilie) e regala una tartaruga ai figli di lei. La donna è preoccupata perché il marito Igor non dà più notizie di sé.
Colin, ormai habitué di L'angle du Hasard, cerca di avere informazioni da Pauline, che gli risponde in modo sibillino: tuttavia sembra che inizi a crearsi una sintonia fra i due, e soprattutto Colin pare visibilmente affascinato dalla nuova amica. Nel finale, in negozio arriva Lili, che se ne va assieme a Pauline.
- De Colin à Pauline

Frédérique cerca di estrapolare dalle lettere rubate dei nomi di persone da ricattare. Dopo aver tentato di ottenere del denaro (senza successo) da Etienne, la giovane rintraccia l'avvocatessa Lucie Degrave (amica di Lili) per proporle lo stesso affare, fissando con lei un appuntamento sulla terrazza del Moulin Rouge, ma anche questo incontro si risolve senza successo. In seguito entra in contatto anche con Pauline/Emilie, facendole sapere di essere in possesso di alcune lettere di Igor. Pauline, in apprensione, le offre dei soldi in cambio delle lettere.
Lili è sempre più apertamente irritata dalla presenza di Renaud nel gruppo; il giovane sembra averla di fatto sostituita nella direzione delle prove, rivoluzionando i progetti della messa in scena con il sostegno entusiasta del resto del gruppo. Quentin vince un milione di franchi alle corse dei cavalli e li mette a disposizione per l'allestimento dello spettacolo, ma Renaud fugge con l'intera somma. Il gruppo si mette sulle sue tracce abbandonando l'allestimento teatrale.
Colin continua a frequentare assiduamente L'angle, ormai più per corteggiare Pauline (che mantiene un atteggiamento sornione e sfuggente) che per indagare sulla Società. Seguendo Sarah arriva al laboratorio teatrale di Thomas.
- De Pauline à Emilie

Lili e il suo gruppo setacciano Parigi alla ricerca di Renaud e del denaro che ha rubato. Dato che la ricerca non porta a nulla, Lili lascia Parigi diretta verso la costa.
Colin entra nel laboratorio di Thomas fingendosi un giornalista interessato a un lavoro di accostamento tra Prometeo e L'Histoire de Treize. Thomas, colto di sorpresa, rimane sulla difensiva.
Frédérique vagabonda per Parigi e incontra in un bar Warok, scrittore nominato spesso nelle lettere rubate a Etienne. Cerca di avere indirettamente informazioni sulla Società, interrogandolo sulle sette e sulla modalità di ingresso in gruppi del genere, ma Warok non le è molto d'aiuto. In seguito rivede l'amico Honeymoon e il ragazzo di cui si è invaghito: è Renauld, il ragazzo ricercato dal gruppo di Lili.
Sarah va a trovare Pauline/Emilie. Le due amiche parlano di Igor e delle lettere. Emilie confida a Sarah di temere che Igor sia venuto meno al patto che lo legava al gruppo dei Tredici, e che Pierre l'abbia fatto sparire.
Thomas ed Etienne passeggiano lungo la Senna discutendo del progetto che li vede coinvolti, e che sembra si stia un po' arenando; Thomas racconta a Etienne della visita di Colin, e si dice inquietato dalla situazione.
- De Emilie à Lucie

Frédérique e Renaud iniziano a frequentarsi. A casa di lei stringono un patto di sangue, e giocano a raccontarsi storie di fantasia fingendo di corteggiarsi come sconosciuti. Renaud racconta a Frédérique di essere parte dei Compagnons de Dévoir e di aver rubato per conto di essi il denaro ai Tredici.
Emilie, sempre più inquieta per Igor, prepara delle lettere da spedire ai principali quotidiani parigini per svelare i traffici e gli affari loschi di Pierre. Sarah tenta di dissuaderla e le due ragazze litigano.
Thomas, Lucie ed Etienne si riuniscono per mettere a punto un piano per bloccare la circolazione di queste lettere, e Thomas ribadisce la sinistra necessità di “occuparsi di lei”.
Colin discute con Sarah di Emilie, di cui è ancora invaghito.
- De Lucie à Marie

Emilie confida a Sarah di aver chiuso il negozio a Parigi e di essersi innamorata di Colin. Riceve poi una telefonata da Igor, che la invita a raggiungerlo a Parigi.
Colin ha ormai perso interesse per l'indagine. Si reca da Warok per fargli sapere di essersi liberato da quell'ossessione, e di essersi convinto che è stato tutto un «pure fantasme d'adolescent». Poi ritorna a mendicare spiccioli nei caffè. Liberatosi del giovane, Warok discute con Lucie della situazione del gruppo dei Tredici e, stanco dell'esperienza, definisce i progetti di Pierre "velleitari".
Frédérique riceve un messaggio da Renaud che le dà appuntamento per il mattino dopo. La giovane vi si reca con il look mascolino che aveva abbandonato, indossa una maschera e porta con sé un grosso e antiquato revolver. Si apposta in cima a una scala nascosta da un muro ed aspetta Renaud, che non tarda ad arrivare. Scende le scale e gli urla di voltarsi. Il giovane spara due colpi d'impulso e la uccide.
Thomas e Lili, passeggiando sulla spiaggia, ricordano i tempi in cui lavoravano assieme. Thomas le propone di tornare a collaborare, ma Lili rifiuta. In seguito, mentre è in compagnia di Achille e Faune, Thomas ha un crollo nervoso. Prima finge di morire, poi si accascia, infine si rialza ridendo verso l'alba.
Il film si chiude con un'inquadratura di Marie sotto la statua dorata di Atena (ripresa dall'episodio precedente).

## Vicende produttive e proiezioni pubbliche
La prima proiezione del film è avvenuta alla Maison de Culture di Le Havre, nel weekend tra il 9 e il 10 ottobre 1971. Di fronte al rifiuto della O.R.T.F., iniziale committente dell'opera, l'anno successivo il film viene rimontato in una versione più breve, di 255', intitolata Out 1: Spectre. A seguito del fallimento, la casa di produzione di Tchalgadjieff ha chiuso perdendo i diritti su Out 1, rimasto quindi pressoché inedito per circa dieci anni.
Nel 1989 la Sunchild Productions, ri-fondata con il nome Sunshine, è riuscita a riacquistare i diritti del film, successivamente comprato dal canale francese Arte (a seguito di una trattativa condotta da Rivette in persona). La stampa definitiva del film, avvenuta nel 1990, è stata resa possibile anche dall'intervento di Gérard Vaugeois come co-produttore. Dopo la prima proiezione del 1971, il pubblico ha dovuto attendere 18 anni per la seconda, che ha avuto luogo al Rotterdam Film Festival nel febbraio 1989, e poco dopo al Festival del cinema di Berlino, sezione Forum, nel febbraio 1991. La lunga attesa è stata determinata, oltre che da un generale disinteresse, dallo stato della pellicola; la copia lavoro del film presentava la colonna audio separata dalle immagini, e poche sale avevano la possibilità di gestirne la proiezione, resa ancora più difficoltosa dalla durata: è stato dunque necessario aspettare la stampa della pellicola, avvenuta dopo il ri-acquisto dei diritti su di essa da parte di Tchalgadjieff, perché la stessa potesse essere proiettata con maggiore facilità.
In seguito, il nome del film ha ricominciato a circolare; nel 1991 la rete tedesca WDR 3 ha trasmesso gli otto episodi, diffusi nello stesso anno anche dalla rete via cavo francese Paris Première e nel 1995 dal canale tedesco 3sat. Sempre in Francia, nel 1995 una edizione del film in 4 VHS (formato SECAM) della durata totale di 729', prodotta in tiratura ristretta e da tempo esaurita, è stata distribuita da Les Films de l'Atalante in collaborazione con Cine Horizon; la stessa edizione è stata distribuita l'anno successivo da Panda Films e Cine Horizon. Ad oggi non si ha ancora notizia di un altro tentativo distribuzione ufficiale della pellicola; buona parte delle opere di Rivette sono uscite in formato DVD, ma Out 1, nonostante l'interesse e la curiosità crescenti e il successo delle proiezioni, continua a rimanere ignorato.
Il pubblico anglofono ha dovuto attendere fino al 2006 per assistere alla prima proiezione di Out 1 al di fuori del continente europeo, avvenuta al National Film Theater di Londra il 22 e 23 aprile del 2006. La pellicola è stata proiettata alla velocità di stampa. Il 9 e 10 dicembre una copia con sottotitoli inglesi è stata proiettata al Museum of Moving Image di New York: la stessa proiezione è stata ripetuta il 3 e 4 marzo del 2007. Il 23 e 24 settembre del 2006 la stessa copia è stata proiettata in Canada, al Vancity Hall di Vancouver e un anno dopo, il 24 e 25 settembre 2007, è stata integralmente proposta nel corso della rassegna Jacques Rivette: Babel and the Void organizzata presso la Jackman Hall di Toronto a cura della Cinemathèque Ontario. Fra il 26 e 27 maggio dello stesso anno è avvenuta la première della pellicola (746') per i cittadini di Chicago, al Gene Siskel Film Center della città. Il 28 e 29 luglio del 2007 la prima proiezione assoluta per Los Angeles è stata organizzata al Billy Wilder Theater cittadino dalla UCLA Film and Television Archive.
Nel 2007 il film è stato proiettato al Centre Pompidou di Parigi nel corso della retrospettiva Jeu de pistes avec Jacques Rivette. La première del film in Giappone è avvenuta il 5 aprile 2008 all'Institut Franco-Japonais di Tokyo. In Italia, infine, il film è stato proiettato il 2 giugno nella versione Out 1: Spectre e in quella integrale l'11, 12 e 13 giugno 2004 a Roma, nel corso della rassegna Jacques Rivette, viaggio in Italia di un metteur en scéne curata da Goffredo De Pascale e realizzata da Deep.

## Durata
La durata esatta di Out 1 è incerta. In generale, quando citate, le indicazioni in merito oscillano fra 729' e 760', con uno scarto piuttosto consistente di 31'; la sola differenza nota fra le diverse versioni del film è la mancanza di una sequenza che ritrae Colin in preda a una esplosione di follia. Nella versione originale, proiettata solo a Le Havre, il film si chiude con la crisi finale dei quattro personaggi principali (Pauline, Frédérique, Colin e Thomas). Rivette ha successivamente deciso di non mantenere la sequenza che ― stando al resoconto di Jonathan Rosenbaum, che ha visto la versione più lunga di Out 1 al Rotterdam Film Festival del 1989 ― mostra Léaud
 Rivette stesso conferma in un'intervista del 1974 che "Out finisce con una sequenza molto lunga nella quale ciascun attore crolla davanti alla cinepresa»," e nel 1975 che nel film "c'è una sequenza in cui vediamo Colin quasi impazzito che picchia la testa contro il muro"; nella riedizione di tale intervista, il giornalista John Hughes specifica che «questa sequenza fu in seguito eliminata da Rivette dalla versione completa di Out 1 presentata in pubblico nel 1989».
Nel 1991 una copia di 737' è stata presentata al Festival di Berlino, nella sezione Forum: Turigliatto scrive, basandosi sulla visione di tale proiezione, che si è trattato di una nuova edizione «con qualche ulteriore variante (la sua durata è ora di 773' [sic], ed è scandita dalla divisione in otto episodi)».
Va precisato infine che questa discordanza sulla durata esatta è in parte dovuta a un fattore tecnico: il film è stato infatti girato in 16 mm alla velocità di 25 fotogrammi al secondo, uno scorrimento inusuale per il cinema (ricordiamo che è stato girato per la televisione, su commissione della O.R.T.F.) e un ennesimo ostacolo alla proiezione, visto che pochi proiettori sono equipaggiati per gestire questa velocità. Alla rassegna di Vancouver del 2006, ad esempio, il film è stato proiettato a 24 fotogrammi al secondo, allungando la durata; non è dunque da escludere che le durate indicate in letteratura possano spesso dipendere anche dalla velocità di proiezione della pellicola.

## Titolo
Per il titolo, Rivette pensa alla parola Out, secondo Tchalgadjieff per indicare “fuori” ― dalle mode e dall'aderenza alle norme canoniche di regia e di narrazione ― in opposizione a in (nel senso sia di “incluso” sia di “alla moda”); escluso in contrapposizione agli inclusi, insomma. Rivette stesso conferma questa interpretazione del titolo in un'intervista rilasciata a William Johnson nel 1975: 
  Il numero “1”, dunque, denoterebbe una connotazione ordinale; nei progetti dell'epoca di Rivette, avrebbe dovuto esserci un seguente ad Out 1, un Out 2: «Out 1 si chiama così perché pensavamo di fare un Out 2, ma non abbiamo trovato i soldi per fare questo seguito, in cui volevo far comparire dei personaggi che vengono solo nominati in Out 1: Pierre, Igor... ».
Il sottotitolo Noli me tangere presenta invece alcuni aspetti fortemente controversi, non tanto sul terreno dell'interpretazione dell'espressione quanto sulla sua origine. La sigla del film reca solamente il titolo, Out 1, senza presentare sottotitoli, e Rivette non si è mai espresso sull'origine e il significato di Noli me tangere. Secondo Jonathan Rosenbaum, questo sarebbe una sorta di sottotitolo provvisorio scritto sulla pellicola proiettata come workprint non finito a Le Havre nel 1971; in seguito, dopo le modifiche sopraggiunte alla fine degli anni Ottanta, il sottotitolo sarebbe stato eliminato dalla pellicola, terminata con qualche ulteriore modifica fra il 1989 e il 1990. Non è tuttavia certo che il sottotitolo sia stato presente fin dall'inizio sulla pellicola: Michel Joste, presente alla proiezione del 1971 e attuale membro del consiglio di amministrazione della Maison de Culture di Le Havre, ricorda che «solo il titolo Out 1 compariva nella programmazione o sulla stampa» , e avanza l'interessante dubbio secondo cui «il sottotitolo Noli me tangere è comparso al tempo della versione Spectre per differenziarle».
A prescindere dal momento esatto in cui il sottotitolo è apparso sulla pellicola, è comunque possibile affermare che il titolo definitivo del film (o meglio, della versione oggi in circolazione, la sola titolare di copyright) sia dunque Out 1, senza Noli me tangere.

## Versioni
Le versioni del film di cui si ha notizia certa sono dunque tre:
- Out 1 Noli me tangere, della durata di 760' circa, versione integrale in forma di copia lavoro recante il sottotitolo provvisorio poi eliminato, proiettata solamente a Le Havre nel 1971, contenente la sequenza di Léaud poi rimossa dal regista Rivette.
- Out 1, versione lunga senza sottotitolo recante qualche modifica minore rispetto all'originale (Rosenbaum riporta 45' di colonna sonora mancante o dislocata in modo errato e 10' di tagli[14]).
- Out 1 versione tagliata e stampata nel 1990, recante i tagli della precedente ma in più priva della sequenza di Léaud, della durata indicativa di 740 minuti, venduta fra gli altri a Paris Première, Arte e Rai 3.

In Italia il film (terza versione) è stato reso visibile al pubblico da Enrico Ghezzi tramite la trasmissione Fuori orario a metà degli anni novanta, replicandola anche successivamente.

## Influenze
Le principali influenze alla base di Out 1 sono l'opera del narratore francese Honoré de Balzac, il cinema di Louis Feuillade e quello di Jean Rouch.

### Balzac
L'influenza dello scrittore francese Honoré de Balzac non è limitata alla dichiarata  ed evidente ispirazione alla sua trilogia La storia dei tredici, pubblicata nel 1834 e inclusa nella Commedia umana sotto la voce Scènes de la vie provinciale, ma è ravvisabile anche in altri aspetti di Out 1. L'esposizione narrativa è strutturata in maniera similare allo stile balzachiano, fatto di ampie descrizioni tese a chiarire le relazioni fra ambienti e personaggi, e gli stessi protagonisti del film presentano tratti in comune con alcuni personaggi balzachiani (soprattutto Colin, vicino alla figura dell'eroe in cerca della verità fra ostacoli e nemici - e condannato al fallimento, molto presente nella Comédie, e Frédérique, ossessionata dalla stessa brama di denaro che caratterizza moltissimi personaggi creati da Balzac).
Oltre a una sommaria vicinanza stilistica e tematica, il regista condivide una sottile affinità biografica con lo scrittore, o meglio: entrambi condividono una situazione sociale fortemente simile. Balzac nasce nel 1799 e muore nel 1850; di estrazione borghese, sebbene costretto talora a sostenere condizioni di vita inferiori alla tradizione familiare, resta sempre politicamente orientato su posizioni moderate, con un atteggiamento costantemente caustico ed ironico verso i mutamenti sociali del periodo della Restaurazione, che egli vive in pieno. Allo scoppiare delle rivoluzioni del 1830, è inizialmente entusiasta e vicino alle posizioni rivoluzionarie, ma il fervore liberale dura ben poco: quando intende i veri contenuti della rivoluzione e i veri interessi dei partecipanti alle rivolte (o almeno, quelli che egli identifica come i “reali” interessi), non vede altro che un grosso imbroglio. Scrive in una lettera all'amica Zulma Carraud:
La stessa Commedia umana, com'è noto, è un monumentale affresco (seppure non omogeneo e percorso qua e là da deviazioni e parentesi stilistiche eterogenee) della situazione francese della prima metà dell'Ottocento, che vive la confusione del crollo degli ideali rivoluzionari e il sorgere di una nuova società del denaro dominata dall'ambizione sociale. Balzac osserva tutto ciò che lo circonda e ne traccia un ironico ritratto-fiume, sfaccettato e frammentato in diverse situazioni. Anche il padre di Balzac, Bernard-François, alle incertezze della Repubblica preferisce di gran lunga la solida organizzazione dell'Impero napoleonico; nel primo decennio del 1800 scrive anche alcuni contributi personali in forma di mémoires a sostegno dell'Impero, e dopo il 1814 si schiera senza esitazioni al fianco della Restaurazione. Allo scoppiare delle rivoluzioni del febbraio 1848, poi, Honoré guarda inorridito l'atteggiamento operaio e critica le rivendicazioni del movimento, tornando sulle posizioni che abbiamo visto poc'anzi espresse nella lettera alla Carraud.
Ritornando a Rivette, si può notare la forte somiglianza tra le condizioni sociali che fanno da sfondo alla sua carriera e quelle che condizionano Balzac: il regista nasce nel 1928 a Rouen, e a metà degli anni Cinquanta si ritrova critico per i Cahiers du cinéma. La Francia è in crisi, il periodo che segue la fine della Seconda Guerra Mondiale è instabile e denso di conflitti. L'ultimo possedimento coloniale francese, l'Algeria, diventa un problema sempre più forte per lo stato francese, e nel 1962 ottiene l'indipendenza. La Quarta Repubblica, dal 1946 al 1958, è incredibilmente priva di stabilità e lascia la Francia in uno stato di generale inquietudine: in dodici anni ben ventidue governi differenti si susseguono. Nel 1958 il generale Charles De Gaulle sale al potere: è l'inizio della Quinta Repubblica. De Gaulle riforma la costituzione attribuendo forti poteri al Presidente della Repubblica, e afferma con decisione l'indipendenza della Francia dai due grandi blocchi internazionali all'epoca al centro dello scacchiere mondiale (USA e URSS). Nel 1962 assegna a Georges Pompidou la presidenza del Consiglio dei Ministri. La Francia gode dunque di un riassestamento generale, soprattutto economico, ma al prezzo di un generale irrigidimento del clima sociale e soprattutto morale e artistico. Il cinema in particolare risente di questa situazione: più di altri ambiti artistici, infatti, è fortemente dipendente dal controllo dello Stato, soprattutto per le questioni finanziarie (determinanti, per un film). Ciò può quindi divenire un fattore limitante per la sua crescita, specie se al controllo finanziario si accompagna un preciso orientamento morale, o semplicemente una generale rigidità. I giovani critici dei Cahiers riservano parole infuocate nei confronti del cinema francese dell'epoca, disprezzandone la piattezza, il conformismo e lo scarso spessore, oltre naturalmente al tasso nullo di creatività e di ricerca . Lo stesso Rivette lo ammette, in una delle rarissime interviste in cui si esprime in termini diretti sul tema della politica: «La monopolisation, le contrôle du cinéma français par trois grand groupes, tout cela avait commencé sous De Gaulle, puis s'était precisé sous Pompidou; mais les choses sont devenues évidentes, après, sous Giscard et Barre. Ce n'est pas que une coincidence: la situation du cinéma, la politique du CNC, correspondaient étroitement à la philosophie d'ensemble du règne. [...] La pusillanimité avec laquelle le régime aborde le domaine audiovisuel (cf. le rapport Bredin , mi-chair mi-poisson est flagrante, comparée à la volonté de changement dans le domaine économique pur. Personnellement, je suis toujours partisan du bordel absolu, je crois que c'est la seule possibilité de faire des choses interessantes; que le cinéma et la television soient livrés à des pouvoirs concorrentiels»
Quando Rivette ha all'attivo già tre film e qualche cortometraggio, scoppia la “rivoluzione” del 1968: la Francia ne è profondamente scossa e sotto certi aspetti fortemente rinnovata. A differenza di altri paesi, infatti, oltre alle rivendicazioni operaie e studentesche, anche la cultura francese è agitata dalle contestazioni, che coinvolgono moltissimi intellettuali anche di grande rilievo. E, ancora una volta a differenza di altre nazioni, qui la contestazione produce un rinnovamento culturale: esplode l'interesse popolare per molte nuove discipline sociali, c'è un generale fervore creativo e intellettuale: Michel Foucault, Gilles Deleuze e Felix Guattari, Deleuze, Jacques Lacan e tanti altri diventano vere e proprie celebrità e conquistano un posto di primissimo piano nella cultura mondiale (basti pensare alla folla che per molti anni a seguire si è accalcata per seguire le lezioni-seminario di Deleuze a Vincennes). Lo sconvolgimento delle circostanze sociali e politiche, insomma, è palpabile, e Rivette ci capita proprio nel mezzo: inizia a lavorare sul finire degli anni Cinquanta, e gira L'Amour fou e Out 1 a ridosso delle contestazioni, di pochissimo precedenti. È dunque evidente, almeno sotto questo aspetto, l'affinità con Balzac: entrambi gli autori condividono l'inquietudine, la perdita di equilibrio; entrambi assistono al crollo di un sistema sociale e alla nascita di un altro, ed entrambi, con la sensibilità di artisti che li accomuna, registrano l'atmosfera contemporanea, il tramonto dei vecchi attori sociali e l'emergere dei nuovi: «Balzac publie son livre peu après 1830, à l'époque de ce «Procès des Quinze» où s'évanouissent les derniers sursauts des «révolutions des minorités» (Engels). Rivette, parallèlement, met en scène Out One alors que se dissipent les dernières illusions groupusculaires»
Tutti e due si fanno autori di un'opera non semplicemente narrativa, ma avvertono la necessità di portare la Storia nell'arte, di dipingere con le tinte della finzione la situazione sociale e culturale in cui vivono. Mantenendo naturalmente le dovute proporzioni, si può notare anche una certa vicinanza tra le posizioni ideologiche dei due autori, o meglio una somiglianza tra le visioni delle rispettive situazioni sociali e politiche. Va precisata però in via preliminare l'importante differenza che sussiste tra gli atteggiamenti e le scelte dei due autori: Balzac, come si è visto, si espone sempre e senza scrupoli, non ha remore nel sostenere le sue posizioni ideologiche. Non ha un interesse veramente attivo per la politica, è più interessato alla vita sociale, è un personaggio mondano e coinvolto in molti salotti e in molti (fallimentari) affari economici e industriali; ha precise convinzioni e una solida visione del mondo, che non esita a condividere. Rivette invece, in linea con la sua condotta generale, è molto riservato ed evasivo su qualsiasi argomento che arrivi anche solo a sfiorare la sua intimità e la sua sfera delle convinzioni più personali. La politica e la società non fanno eccezione: è molto difficile recuperare nelle poche interviste da lui rilasciate nel corso della sua carriera qualche accenno esplicitamente concernente la politica e le sue convinzioni ideologiche sulla società. Dal poco disponibile, però, emergono alcuni elementi che permettono di avvicinare il regista allo scrittore. Come già precisato poco sopra, Balzac si fa caustico osservatore di una società in subbuglio, fresca dei movimenti rivoluzionari di inizio secolo ma già avviata verso un ritorno involutorio alla Restaurazione. Rivette gira Out 1 nel 1970, in una Parigi in cui si respira ancora il fumo delle contestazioni del 1968, e che, sebbene rinfrescata da una nuova generazione di intellettuali, sta già ritornando all'ordine. Il giovane Jacques, di formazione marcatamente cattolica, non è particolarmente entusiasta nei confronti del movimento, non ha preso — almeno pubblicamente — posizione né ha partecipato alle contestazione: a differenza di Truffaut, ad esempio, che per alcuni mesi nel 1968 concilia le riprese di Baisers volés con le manifestazioni contro il Ministro della Cultura cui partecipa in prima linea, Rivette non si vede sulle barricate, né si esprime sugli sconvolgimenti in corso. È lo stesso autore ad ammettere la sua sostanziale indifferenza per le diatribe politiche in corso all'epoca: alla domanda di Serge Daney «Tu come ti situavi rispetto a tutto ciò? Sinistra o destra, per cominciare?» Rivette risponde: «Ad essere sinceri, all'epoca, non era questo il mio dilemma principale. Devo dire però che era un periodo in cui tendevo piuttosto a leggere Combat, un giornale comunque di sinistra, all'epoca piuttosto debole. E poi, in effetti, i tempi cominciavano a farsi duri, c'era l'appello di Stoccolma, alla fine degli anni Cinquanta arriva anche la guerra di Corea, e dunque c'è stato un periodo in cui andavo spesso ai meeting del Partito Comunista; anche se solo per vedere i film vietati alla censura, film di Ivens, cose del genere. Non vorrei dire di esser proprio stato tentato dal Pc in quel momento, ma comunque... Ne parlo un po' con Gruault (era stato seminarista, poi iscritto al PCF, ma ne era uscito) che mi dice: «Soprattutto non fare questa stupidaggine!» e io me ne tiro fuori. La politica è diventata, nei fatti, per molti anni, la «politica degli autori», allora c'era la polemica con Positif, che pretendeva di essere la rivista di sinistra, con i Cahiers, che erano dunque considerati una rivista di destra». 
Rivette rispecchia l'immagine del cinefilo impegnato e devoto solo all'oggetto della sua passione, in un modo esclusivo e quasi ascetico. Suzanne Schiffman lo descrive così: «Rivette était vraiment le seul de la bande à être entré dans le cinéma comme on entre en religion».
Ciò non significa che l'autore sia indifferente alla realtà che lo circonda, al contrario; sceglie solamente vie più indirette del consueto e lascia trasparire dai suoi film, specie da Out 1, la sua visione della situazione francese contemporanea. Il vagabondare metropolitano un po' pigro di Colin e di Frédérique, la complessità del legame tra i gruppi che però si risolve in una stanca rassegnazione a vedere la Società sgretolarsi, il gusto intellettuale e teorico a parlare della Società e di come potrebbe muoversi più che ad agire concretamente, l'atteggiamento dei membri oziosi e in fin dei conti poco interessati ai destini dell'organizzazione... sembrerebbe legittimo, considerate le premesse, leggervi (anche) il ritratto, sfumato e ironico, di alcuni tratti dei gruppi rivoluzionari del '68 francese. È Rivette stesso, come al solito un po' indiretto, a suggerire questa lettura: «It should be evident that the group of thirteen individuals had probably met and talked for some time until May 1968, when everything changed and they probably disbanded». Il film, infine, è fondamentalmente basato su un meccanismo del tipo “aspirazione - fallimento”, in qualche modo ricollegabile alla tematica qui in esame. I gruppi teatrali aspirano a perfezionare la messa in scena, e in quanto gruppi teatrali, a riuscire a proporla al pubblico: ma entrambi prendono presto coscienza del fatto che non lo faranno, e non sembrano delusi né determinati a provarci lo stesso. Anzi, trovano lo stesso piacere nella gratuità delle prove fini a se stesse. Colin vuole capire di più della Società: non riuscirà, e lascerà perdere. Frédérique vuole anch'essa capirne di più, ma per ragioni più strumentali (capirne di più per individuare chi dei Tredici pagherebbe di più per avere le lettere): non solo non riesce, ma viene anche uccisa. La Società vuole ricostruirsi, ma alla fine ognuno riprende la sua strada. C'è una fortissima sensazione di vacuità, di incompiutezza nel film; in definitiva, di pessimismo. Il film sembra voler comunicare che è inutile rincorrere progetti troppo grandi, troppo complessi, e forse troppo vaghi: meglio pianificare con un raggio più ristretto, meglio anzi dedicarsi all'immediato. Colin è mosso dalla curiosità intellettuale, ma non ha chiaro in mente che cosa cercare, ciò che si trova di fronte è troppo vasto e nebbioso: ne capirà molto poco e sfiorerà l'ossessione, ma in compenso come gratificazione più concreta ha l'incontro con Pauline, di cui si innamora. Pauline è un obiettivo più “vicino”, più terreno e più chiaro. Frédérique non sa bene chi cercare, si ritrova in una situazione che non riesce a gestire: paga con la vita, quando forse avrebbe potuto continuare la sua esistenza più legata alla imprevedibile semplicità del quotidiano, dei caffè e degli incontri fortuiti. Gli spettacoli dei due gruppi teatrali, preparati in modo vago e senza che i rispettivi registi abbiano bene in mente che cosa fare, forse perché distratti dalla comune appartenenza alla Società, non si metteranno in scena, probabilmente rimarranno per sempre limitati alle prove. E come sottolinea Alan Browjohn: «Held back by effortfully seeking some essential philosophy for their productions, the two groups edge inexorably toeards failure and disintegration. [...] Whatever large and cryptic scheme – or conception of duty – these thirteen 1960s Companions were promoting has finally been abandonned in favour of more ordinary preoccupations. Out 1 has, over its immense and enjoyable length, cunningly built up a huge, ludic allegory of aspiration and failure; at the end, these people seem perfectly content with nothing having happened». 
Jonathan Rosenbaum, nell'articolo Tih Minh: On the Nonreception of Two French Serials, fa una considerazione simile: «The successive building and shattering of utopian dreams – the idealistic legacy of May 1968 – are thus reproduced in the rising and declining fortunes of all the characters, outilining both the preoccupations and the shape of the work as a whole». 
E anche il giornalista Raphael Bassan si allinea a questa interpretazione, sebbene leggendo in modo più ottimistico il film di Rivette: «Out One est un document exceptionnel sur l'immediat après-Mai, sur Paris, sur le jeu et l'illusion encore possibles. [...] Il s'agit, en fait, de la psychanalise d'une époque à travers quelques figures représentatives. En ce sens là, Out One va beaucoup plus loin, en intimité et en profondeur, qu'aucun autre film, de fiction ou documentaire, n'a reussi à aller».

### Feuillade
Oltre ad una comune fascinazione per il mistero, per la vaghezza e l'ambiguità di molti personaggi, e per la scelta di ambientare a Parigi le trame, c'è soprattutto un elemento, più generale, che caratterizza e avvicina Out 1 al cinema di Louis Feuillade. Si tratta dell'approccio alla fiction, e del rapporto che l'autore, in entrambi i casi, sceglie di instaurare fra la realtà e la finzione. Il cinema rivettiano, e Out 1 in particolare, è caratterizzato da una combinazione di realismo e di tensione verso il fantastico a cui Feuillade non è estraneo: secondo Jonathan Rosenbaum, «Feuillade combines the realism of Lumière with the fantasy of Méliès into a mixture all his own». Fantômas si apre con la frase «Paris - à une heure du matin...» dando una marcata vaghezza di fiaba al racconto che sta per iniziare. Il film coniuga un approccio quasi documentario alla realtà esterna della città (e delle aree fuori porta) con una forte tensione verso un fantastico fatto di maschere e di fughe. Il film è straordinariamente vicino ad Out 1 proprio per la sintesi fra l'attenzione quasi documentaria alle strade e alla realtà cittadina e il mondo visionario della narrazione. Il risultato, infatti, è simile: l'opera è permeata della stessa particolare inquietudine che sorge dal contrasto fra le due componenti, l'angoscia per la visione di un fantastico reso realistico (o di un reale reso fantastico). Un altro importante tratto che lega Rivette a Feuillade è la sequenza finale di Out 1, considerata da molti studiosi un tributo di Rivette al regista di inizio secolo. Questa sequenza, lo ricordiamo, presenta la morte di Fréderique mascherata, uccisa dal suo amante Renaud. Non si tratta di una citazione di un passo specifico del cinema di Feuillade, ma solo un omaggio ad esso: Fréderique, per tutto il film vestita con un abbigliamento chiassoso e disordinato (presumibilmente tipico di una giovane parigina del 1970) in questa scena è più discreta e più androgina, ha i capelli corti e indossa una inconsueta maschera nera, squisitamente rétro, impugnando un vecchio revolver, «very old-fashioned»  secondo Rosenbaum. La ragazza arriva sul tetto dove ha appuntamento con l'amante, l'aria è tesa; Frédérique, mascherata, chiama Renaud, che si volta e d'istinto spara all'amante, che si accascia come su un palcoscenico. Non si può non pensare a Feuillade, il “papà” di tutto questo immaginario cinematografico: Parigi, all'epoca di Feuillade in pieno rigoglio urbano; la passione, i tormenti, il crimine, gli omicidi eclatanti quanto misteriosi, gli inseguimenti sui tetti e in generale l'utilizzo scenico di tutto l'arredamento urbano, la teatralità, e soprattutto le maschere, nonché il gusto per la confusione e l'ambiguità dei ruoli e dei personaggi; il doppio gioco, e di nuovo Parigi a dominare e abbracciare il tutto. La presenza forte della capitale francese è un altro fattore di vicinanza fra i due autori, entrambi attratti dal fascino delle case defilate, dei giardini e dei quartieri più nascosti, degli interni misteriosi, e dei tetti che dominano la metropoli.
Una comparazione più dettagliata fra Fantômas e Out 1 può rivelare altri elementi in comune degni di particolare attenzione. Louis Feuillade gira Fantômas per la casa di produzione Gaumont fra il 1913 e il 1914, ispirandosi ai celebri romanzi coevi scritti da Marcel Allain e Pierre Souvestre (accreditati nella sigla d'inizio di ciascun episodio). I cinque film che compongono il ciclo, nello stile della letteratura poliziesca d'appendice, narrano avventure indipendenti fra loro (e suddivise ciascuna in episodi), legate dalla ricorrenza dei personaggi principali: Fantômas, il “Signore del terrore”, criminale gentiluomo e maestro del travestimento; l'ispettore Juve, suo antagonista, e il suo amico e collaboratore Jérôme Fandor, giornalista del quotidiano La Capitale. Le trame dei cinque racconti, adattate da altrettanti romanzi, sono strutturate in modo simile: come nella tradizione del poliziesco popolare, c'è un criminale e un investigatore al suo inseguimento, che tra mille peripezie arriva sempre vicino alla cattura: la quale tuttavia, nell'ottica della suspense da feuilleton, non avviene mai (ma sempre “per poco”, così da mantenere viva la curiosità del pubblico per l'avventura successiva). Nei racconti di Feuillade il finale è sempre non chiuso, la chasse à Fantômas è come la chasse au Snark di Colin: incompiuta, impossibile, perché diretta ad un obiettivo sfumato e senza identità certa. La definizione dei contorni di Fantômas, infatti, è ardua: come nota Robin Walz, Fantômas è «a figure of displacement, as the actual identity of Fantômas continually slides from one mysterious personage to another. Whereas the use of masks and aliases was a stock feature of nineteenth-century French detective fiction and melodrama, in Fantômas this motif was taken to new heights, for there was no "someone else" behind the mask».  La non-chiusura delle trame e l'abilità di Fantômas di sfuggire costantemente a Juve causano a quest'ultimo la pubblica gogna: lo stesso risultato cui ambisce Pauline preparando la pubblica diffamazione di Pierre ― sebbene con motivi ed esiti diversi. In Out 1, in linea con le altre imprese rappresentate nel film, il proposito abortisce ancora prima di vedere la luce, mentre in Juve contre Fantômas è l'avvenimento di inizio del racconto. Curiosamente, nello stesso episodio appena citato la stampa ricorre una seconda volta: quando Juve viene arrestato per essere trasmesso e trattenuto in carcere per accertare questa presunta identificazione con Fantômas, il procuratore generale della Sûreté dispone che venga comunicato a tutti i giornali che Juve è stato imprigionato.
Possiamo notare inoltre come la scrittura (nell'accezione più ampia possibile di “parola scritta”) sia molto presente in entrambe le opere. Fantômas, in linea con molte opere del periodo, è popolato di lettere e di biglietti: espediente necessario per un cinema muto che, non potendo spiegare a voce molti passaggi narrativi, è costretto a mostrare lettere o biglietti che rendano il pubblico partecipe di richieste, necessità o confidenze fra i protagonisti. Fantômas è ricchissimo di parole scritte, consegnate, rubate e fatte scorrere da una mano all'altra: a partire dal primo episodio, in cui Fantômas porge alla principessa Danidoff un biglietto sul quale è scritto il suo nom de plume (con un inchiostro che appare solo dopo alcuni minuti dalla sua fuga), passando per tutte le comunicazioni ufficiali (fra cui, ad esempio, telegrammi, dispacci interni della polizia, convocazioni, comunicati stampa, inviti, lettere, libri contabili...), fino ai biglietti più misteriosi che spesso vediamo passare da un personaggio all'altro: nel secondo film della serie (Juve contre Fantômas) viene inquadrato un foglio scritto a mano che Fandor fa avere all'ispettore Juve, che recita «Je tiens le bon bout / L'oiseau est au mid / Je fais bonne garde». Si tratta di una comunicazione furtiva e in codice, un evento linguistico separato e in ombra, al riparo dal mondo della comunicazione verbale “alla luce del giorno”: non siamo forse vicini ai biglietti, altrettanto criptici e passati di nascosto, che Colin riceve nel corso della sua quête? Rivette e Feuillade sembrano in questo senso condividere una fascinazione per le comunicazioni dislocate a livelli più nascosti rispetto allo standard della comunicazione verbale ordinaria, che non ha bisogno di nascondersi: il mondo di Feuillade, fatto di criminali e di investigatori, è una rete di rapporti oscuri calata come un telo sopra la dinamicità metropolitana di Parigi, così come quello rivettiano è un universo di cospiratori e piccoli criminali che si muovono furtivi nel mondo “reale”. Come nota Champreux, «i biglietti da visita di cui si serve Fantômas non servono soltanto a identificarlo, ma possiedono un alone magico che li rende minacciosi» . La ricorrenza di biglietti cifrati e passati di nascosto (come nel primo episodio di Fantômas, in cui la guardia carceraria Nibet, complice di Fantômas, gli passa un biglietto tenendo le mani dietro la schiena per non farsi notare dal collega, o nel secondo episodio di Out 1, in cui Marie mette in mano un foglietto a Colin e poi fugge), di comunicazioni sussurrate o trasmesse a gesti è propria di due realtà corrotte e contaminate, di una nube densa e diffusa di cospirazioni (Rivette) e di macchinazioni criminose (Feuillade), che penetra, permeandolo, nel mondo “civile”. La vicinanza dei due mondi è sottolineata da un corollario di elementi che rafforza questa lettura: vi è in entrambi i film una ricorrenza sistematica di spazi chiusi, passaggi nascosti (sotterranei, porte o scale secondarie, condotti dell'aria...), tetti e scantinati, ville isolate ombreggiate da folti giardini (la villa di Lady Beltham in Fantômas, quella di Etienne in Out 1) o defilate in aree desolate lontane dalla metropoli (l'ufficio postale nel secondo episodio di Fantômas, la Obade nel film di Rivette) che in entrambi i film svolgono la funzione di “posti sicuri” per i criminali o i cospiratori che vi si rifugiano. Il travestimento, infine, è un altro elemento fondamentale di questa orbita di elementi che accomunano Fantômas ad Out 1: Fantômas, lo abbiamo già ricordato (ma è noto a chi ha visto il serial) è il maestro dei travestimenti, abilità sottolineata dalla sequenza iniziale che in tutti i film del serial, prima di ogni racconto, presenta un montaggio di immagini di René Navarre immobile (solo gli occhi scrutano a destra e a sinistra della macchina da presa) e ripreso in piano americano, travestito da diversi personaggi, legate fra loro tramite una serie di dissolvenze incrociate (una sorta di morphing con mezzi analogici). In Out 1 non c'è questa abbondanza di travestimenti materiali, solo Frédérique si traveste anche fisicamente due volte: ma la tensione verso la reinvenzione di se stessi e la continua sfumatura delle identità è presente e costante in alcuni personaggi. Frédérique, come Fantômas, non ha una identità precisa: come approfondito nel paragrafo a lei dedicato , la ragazza propone descrizioni di sé continuamente differenti, gioca a fingere di essere sempre una persona diversa (fino a travestirsi da ragazzo). Anche Colin, lo abbiamo visto, fa della finzione, giocata sulla contrapposizione fra uso e rifiuto della parola, un motivo comportamentale ricorrente, e Pauline utilizza due nomi (dunque due identità) differenti.
Questa raccolta di elementi conduce a riconoscere il nodo centrale del fil rouge che lega le due opere: «Francis Lacassin, a leading French critic on paraliterature, has noted that in the Fantômas novel series "there was an overflowing of the fantastic into daily life which seems to have had an affinity with surrealist preoccupations». La comunicazione sistematicamente nascosta e furtiva, i complotti e i sotterfugi, i travestimenti e i crimini sono tutti aspetti di una fondamentale caratteristica presente sia in Fantômas sia in Out 1: l'irruzione del mistero nella vita ordinaria. Feuillade rappresenta tale mélange giustapponendo il reale metropolitano alle trame angosciose ed esteticamente cupe o irreali del serial (affascinando e ispirando il movimento surrealista, di poco seguente), e questo approccio alle due dimensioni si ripresenta con gli stessi termini anche in Rivette, sebbene declinato più in termini “complottistici” e angosciosi rispetto al thriller sanguinoso feuilladiano: è sorprendente notare come in entrambi i film vi sia la stessa tensione verso un racconto che unisca l'attenzione quasi documentaria alla città di Parigi ad una trama che ne sconvolga la quotidianità, portando in essa un respiro fantastico e macabro. Nel secondo episodio di Fantômas c'è una sequenza fra le più eloquenti in questo senso, introdotta dalla didascalia «Dans un quartier populaire de Paris», in cui Fantômas entra in un taxi sotto l'identità del Dr. Chaleck, per uscirne poco dopo travestito dal bandito Loupart, e riceve un biglietto dalla complice Josephine. Feuillade riprende le scene in esterni, lungo le strade parigine: gli sguardi in macchina dei curiosi non si contano, e il momento in cui René Navarre (Fantômas) e Yvette Andreyor (Josephine) compiono un'azione ― pertinente ad un'altra dimensione, quella finzionale ― prevista dal copione, il fantastico noir del plot cade a forza nella realtà: diegetico ed extra-diegetico si mischiano, la finzione, indefinita e senza tempo, di Fantômas e la realtà di un mattino parigino si mescolano. Come si domanda Champreux, insomma, «come potrei non credere a Fantômas, dato che credo a questa strada, a questa folla, a questo metrò che prendo tutti i giorni?». In Out 1 vi è abbondanza di sequenze che testimoniano un matrimonio similare; per citarne alcune, possiamo ricordare la carrellata a precedere nel sesto episodio in cui Léaud recita un passaggio di Le chasse au snark lungo i marciapiedi di Parigi, o il momento della ricerca collettiva di Renaud da parte del gruppo di Lili nel quinto episodio, nel corso della quale assistiamo alla dispersione degli attori per le strade (reali) di Parigi.

### Rouch
Una delle maggiori ispirazioni cinematografiche presenti in Out 1 è, secondo le stesse parole del regista, l'opera del contemporaneo Jean Rouch. Rouch, l'etnologo fondatore del cinéma-vérité, esordisce dietro la macchina da presa nel 1946, in occasione della sua prima ricerca sul campo in Nigeria, nel corso della quale decide di utilizzare anche le immagini filmate come documento integrante del resoconto: il risultato, Au pays des mages noirs, è molto apprezzato dagli esponenti più in vista dell'antropologia dell'epoca (Lévi-Strauss e Marcel Griaule ad esempio, di cui Rouch è allievo). Nel 1957 Rouch viene incaricato dai sacerdoti del culto Hauka, in Ghana, di riprendere i rituali di possessione. Il risultato è Les maîtres fous, documento sulle teorie di Arnold Van Gennep sui riti di passaggio, che rompe i confini di settore e colpisce con straordinaria potenza l'immaginario occidentale. Per la prima volta le immagini filmate della lontana Africa non sono sensazionalistiche e non cercano di evidenziare esotismi o morbosità, ma allo stesso tempo non sono accomodanti, la cinepresa e il montaggio non risparmiano nulla allo spettatore. Insomma, il cinema si sforza di arretrare il più possibile di fronte alla realtà, facendosi documentario nel senso più stretto. Va precisato che il pubblico europeo del tempo non possiede ancora un'immagine “neutra” e obiettiva dei paesi più esotici e meno sviluppati; nel cinema e nella televisione, per tacere della narrativa, le rappresentazioni delle popolazioni lontane sono ancora semplicistiche e riempite da stereotipi d'ogni tipo. In Italia sbanca il filone dei mondo movies, opere al limite del razzismo, morbose e sensazionalistiche, che dipingono l'Africa (ma spesso anche il Sud dell'Italia) come un'area misteriosa e sanguinaria, fatta di riti arcaici selvaggi e popolata da esseri spesso fatti apparire come sub-umani. Il film di Rouch irrompe dunque in questa temperie, in cui la realtà al cinema è profondamente falsata e la sua rappresentazione fortemente legata ai dettami del gusto popolare (che chiede appunto di essere colpito da esotismi a buon mercato). La forza del suo film sta soprattutto nella scelta del regista di utilizzare il cinema come mezzo di approfondimento e di studio, al pari del saggio. La stessa ricerca in forma di resoconto etnografico scritto non avrebbe certo suscitato lo stesso scalpore; dai primi decenni del XX secolo l'antropologia ha messo a punto e assimilato un metodo etnografico il più possibile oggettivo (Malinowski pubblica Gli Argonauti del Pacifico Occidentale nel 1922, Stregoneria, Oracoli e Magia tra gli Azande di Evans-Pritchard esce nel 1937), ma a differenza del cinema i saggi di settore rimangono più comprensibilmente confinati nei margini dell'ambito disciplinare . Il genere cinematografico inaugurato da Rouch è stato chiamato “cinema diretto”, o cinéma-vérité: in breve, si tratta di riservare per quanto possibile una profonda, costante e totale onestà nei confronti dell'oggetto filmato, di non cercare di “piegare” la realtà a favore del cinema, falsandola dunque, ma anzi di fare in modo che il cinema stia sempre un passo indietro rispetto ad esso, pronto a seguire la realtà e a trasgredire, nel caso, le regole istituzionali. L'immediatezza unica e insostituibile della realtà è il totem a cui consacrare il lavoro: nella pratica, ciò si traduce in un uso molto scarno delle potenzialità tecniche della macchina da presa e della post-produzione, concepiti, lo ripetiamo, come uno strumento a servizio della realtà .
In aggiunta, il cinema di Rouch ha un'altra caratteristica che attrae fortemente i giovani registi della Nouvelle Vague: una forte componente autoriale. Il regista è coscientemente responsabile di ciò che propone nei suoi film, la scelta di essere realista è, appunto, una scelta, che comporta dunque una forte coscienza di sé, della società, e del proprio ruolo, oltre che una solida conoscenza dell'oggetto che si sceglie di filmare. La presenza del regista è marcata anche e soprattutto tecnicamente; proprio perché a servizio della realtà, il suo cinema palesa nettamente la presenza dell'autore dietro la macchina da presa: proprio per il suo essere a spalla, essa comunica la presenza di un corpo che la sostiene, e a cui bisogna quindi attribuire la scelta di dove e come muoverla, cosa mostrare e cosa no.
Per Out 1, tuttavia, non si tratta di una semplice ispirazione, ma della scelta consapevole di applicare in modo sistematico il metodo di Rouch. Ciò implica che la presenza del cinéma direct non si limiti all'applicazione strumentale di alcuni principi estetici, ma che divenga parte integrante dello stesso progetto che sottende al film e che ne determina il significato. Rivette rimane colpito soprattutto da Petit à Petit, girato nel 1970 e uscito contemporaneamente ad Out 1, di cui vede un'anteprima. Il film di Rouch racconta la storia di Damouré, piccolo imprenditore titolare di una impresa di import-export (la Petit à Petit, appunto) ad Ayorou in Camerun, che decide di costruire un palazzo in cui trasferirsi, e va in Francia, a Parigi, per provare «comment on peut vivre dans des maisons à étages» prima di procedere con i lavori. A Parigi viene a contatto con lo stile di vita europeo e le sue tante curiose abitudini, di cui racconta nelle lettere che spedisce a casa. I colleghi in Camerun rimangono così stupiti da ciò che leggono nelle lettere da ritenere Damouré impazzito, e mandano Lam, il suo socio in affari, a riprenderlo per riportarlo a casa; ma anche lui, una volta a Parigi, si lascia affascinare dalla vita metropolitana (con avventure e disavventure conseguenti). Rientrati in Africa costruiscono il loro palazzo, ma i loro familiari faticano ad abituarsi alla vita «nella casa a piani» e decidono di andarsene.
Ciò che colpisce Rivette, in questa “parabola” a scopo documentario, sono soprattutto la durata e il montaggio, oltre ad alcuni altri aspetti registici. Questo lavoro di Rouch non è propriamente, o solamente, un documentario, ma rientra nel gruppo di film in cui alla componente di reportage, pure presente, si affianca una componente finzionale. Lo stile è fortemente documentario e realistico, e nel risultato di questo “scontro” stanno gli elementi che affascinano Rivette: camera a mano, sguardi in macchina, salti di montaggio, lunghe durate, luce e sonoro naturali. La durata e il montaggio delle sequenze colpiscono il giovane autore più del resto: anche per questi aspetti Rouch è fortemente innovativo e spezza una tradizione, poiché, nello spirito della vérité, lascia scorrere gli eventi applicando il minimo di sistemazione logico-narrativa delle sequenze filmate (il riferimento è sempre ai rushes di nove ore di Petit à Petit che Rivette ha visto prima dell'uscita ufficiale). Ancora una volta dunque, è la realtà delle cose ad avere l'assoluta preminenza sul resto: l'evento deve conservare la durata, sia nella contingenza della realtà che nella rappresentazione sulla pellicola.
A prima vista, una delle differenze fra i due autori risiederebbe nel fatto che Rivette è un autore di cinema narrativo e riprende una recita, per quanto a lungo e con un montaggio ridotto all'essenziale filma attori pagati per fare e dire quello che sta scritto sul copione, mentre Rouch è un etnologo che documenta la realtà, non inscena nessuna finzione, o meglio; se inserisce una componente finzionale, è per cercare nuove strade di approfondimento del documentario. In realtà però, riflettendo con più attenzione è possibile notare che la distanza tra i due autori si assottiglia, e proprio in virtù della comune concezione del cinema. Il fatto che l'opera di Rivette non sia un film “comune”, è banalmente evidente dal rapporto che sussiste fra la trama di Out 1 e la sua durata: a livello narrativo, infatti, nel film “accade” molto poco, c'è pochissima azione e una evoluzione narrativa quasi assente, c'è un vagare di personaggi per Parigi e c'è una messe di riprese (spesso interminabili) di prove teatrali; tuttavia è tutto in circolo, non c'è una progressione narrativa lineare ma al contrario una stasi, un movimento concentrato su se stesso, che anziché favorire lo sviluppo degli eventi li fa ritornare sempre allo stesso punto (il centro di Parigi, dove tutto rimane e ritorna). E allora, verrebbe da chiedersi, di che parla, per dodici ore, Out 1? Se lo sviluppo narrativo è scarno e lento, che cosa succede, con che cosa Rivette “riempie” i chilometri di pellicola?
Nella risposta a questa domanda si trova forse la misura della vicinanza di Rivette a Rouch. Per quanto non lo affermi nelle interviste (ma del resto, Rivette è solito affermare con chiarezza pochissime cose: il resto è tutto in forma di accenno, di sottinteso o di allusione), il regista dà una forte connotazione documentaria al film. Non si può certo sostenere che Out 1 sia solo un documentario, trattandosi piuttosto di un'opera sfaccettata e trasversale che include e combina diverse componenti e diverse ispirazioni, passando di continuo attraverso varie e diverse tipologie di opere cinematografiche: dal documentario alla suspense della finzione thriller alla commedia. Il film non è un documentario, ma condivide con il genere (e nella fattispecie così come innovato da Rouch) sia lo scopo, ovvero presentare e offrire al pubblico una testimonianza su un determinato aspetto della realtà, sia alcune scelte registiche. Riguardo al primo aspetto, è chiaro che Rivette intenda tracciare un ritratto quasi etnografico di alcuni tratti della realtà francese di inizio anni Settanta, e i soggetti privilegiati di questo reportage sono il teatro d'avanguardia e la vita nella metropoli parigina (e su un secondo livello, della generazione contemporanea al '68, della sua dispersione dopo il crollo delle utopie). Ad entrambi sono infatti riservate lunghe, spesso interminabili sequenze, quasi sempre “inutili” ai fini narrativi. Nel primo episodio, ad esempio, c'è un long take lungo quasi trenta minuti, nel corso del quale si vede nel dettaglio della sua interezza un lungo esercizio psicofisico del gruppo teatrale diretto da Thomas; a livello narrativo si tratterebbe di una semplice scena illustrativa, ma la durata abnorme ne fa qualcosa di diverso, di più significativo, e non si può non pensare al cinema di Rouch, fatto anch'esso di tempi lunghissimi.
Anche Rivette cerca quindi di sperimentare e di trovare un modo per portare la realtà nel cinema: a tale proposito, nel corso di un'intervista rilasciata a Nouvelle Critique nel 1973 il regista fa un interessante appunto che chiarifica il suo punto di vista e d'azione sulla questione, che vale la pena di riportare per intero: «Je crois que ce n'est pas le peine de faire une fois de plus le procès du cinéma-vérité; c'est un mot, une formule, qui a été donnée de façon totalement abusive, parce que même les films pour lesquels cette formule avait été inventée étaient loin de correspondre à ce que voulait laisser entendre l'étiquette. Ce n 'est pas la peine de développer, gardons plutôt l'étiquette «cinéma direct»: c'est plus ambigu, c'est plus souple. On sait maintenant très bien, depuis longtemps, si on ne l'a pas toujours su, que «cinéma direct» on ne va pas dire égale «cinéma-mensonge», mais enfin n'a aucun rapport avec l'idée de vrai ou de faux, en tout cas. C'est une technique pas comme une autre, mais quand même une technique, qui produit de l'artifice par d'autres méthodes que les méthodes de la mise en scene traditionnelle, mais qui, par fonction même, produit de l'artificiel? Simplement cet artificiel n'a pas les mêmes qualifications que les autres artificiels du cinéma...  Mais il n'y a pas une innocence, ou une trasparence ou une spontanéité, qui serait attachée au direct».
Rivette sta qui precisando una cosa importante, e fondamentale per la comprensione del suo cinema: la differenza che traccia tra cinéma direct e cinéma-vérité non è solamente terminologica, ma stabilisce uno scarto di enorme consistenza fra le implicazioni che conseguono alle due definizioni. Cinéma-vérité implica l'utilizzo della categoria della verità, e per converso della menzogna: il “cinema verità” è quello per definizione più vicino alla verità, gli altri no. Tale assunto presuppone la sussistenza di un dato per nulla scontato, l'esistenza della “verità” stessa: si fonda infatti sulla possibilità di identificarla e definirla, nella realtà prima e nel cinema poi; impresa tutt'altro che semplice, dal punto di vista concettuale prima ancora che pratico. Se cinéma-vérité è una definizione troppo impegnativa e densa di contraddizioni, cinéma direct le è di gran lunga preferibile, perché si concentra sul piano tecnico limitando considerevolmente le valutazioni sull'aderenza alla realtà (o alla sua verità). Rivette allontana elegantemente ogni sorta di problema concettuale, per concentrarsi unicamente sull'aspetto tecnico: il cinema è diretto in virtù delle scelte tecniche che, livellando al minimo le artificiosità estetiche o narrative, avvicinano il più possibile la rappresentazione alla realtà, o meglio, cercano di instaurare tra di esse un rapporto il più diretto possibile. Da questa precisazione, che libera l'autore dal peso dell'aderenza alla verità (e della comprensione della stessa, prima ancora), discende un'altra importante conseguenza: i mezzi del cinema diretto, dunque, non devono stare necessariamente al servizio della realtà e della ricerca di verità nella sua rappresentazione. In questo divario, per certi versi sottile ma per altri profondo, risiede la straordinaria unicità del cinema rivettiano, apparentemente molto simile al cinéma direct di Rouch ma a differenza di esso slegato dalla verosimiglianza e dalla realtà. Rivette utilizza molti stilemi del cinema diretto: mantiene intatte le condizioni ambientali, utilizzando la luce naturale e il sonoro rigorosamente in presa diretta (addirittura in una scena del primo episodio di Out 1 lascia che si intraveda l'ombra dell'operatore sul pavimento) e permea il suo lavoro di un marcato intento documentaristico (le sequenze teatrali, ad esempio). Insomma, fa di tutto per rimanere il più possibile “attaccato” alla realtà, per aderirle nel modo più diretto possibile. Come nota François Thomas, «Proche du reportage, le travail sur la lumière, minimal [...] Proche du reportage, la caméra 16 mm de Pierre-William Glenn, portée à la main, qui recadre sans cesse des comédiens dont le jeu n'a guère à tenir compte de son emplacement: pas ou peu de plans composés à l'avance [...] Proche du reportage, le parti pris de garder les plans les plus longs possibles, de donner l'illusion du temps réel».
Tuttavia, Rivette si riserva un'importante libertà: si rapporta il più direttamente possibile, come abbiamo visto, all'oggetto che vuole rappresentare, ma non è necessario che tale oggetto sia reale nel senso di veritiero e attendibile; non è importante in che misura sia verosimile e aderente alla logica e al senso comune. Come spiega l'autore, «[...] à l'interieur de ce simil-documentaire [si riferisce al primo episodio, NdA] (presque documentaire pour certaines séquences sur le groupe de Lonsdale, qu'on a tournées comme du reportage), l'idée était que la fiction prolifère peu à peu. On part sur le reportage, faux bien sûr, truqué, mais qui a été donné plus ou moins comme du reportage, dans lequel la fiction se glisse d'abord de façon très sournoise, puis elle se met à proliférer, elle bouffe tout , et puis ensuite elle s'auto-détruit elle-même, et c'était ça le principe de toute la fin».
Per questo il film risulta stridente, tanto realistico quanto onirico e illogico: perché propone di continuo un cinéma direct ma dedicandosi all'esplorazione non (solo) della realtà, bensì anche della narrazione fantastica, che «bouffe tout»; il cinema è diretto perché si rapporta direttamente al suo oggetto, ma quest'ultimo non è vincolato da limiti di senso e di verosimiglianza: «a Rouch-like pseudo-documentary mired in fantasy».
In questo senso, Out 1 (assieme ai successivi film del decennio) rappresenta un esperimento cinematografico e narrativo straordinario, perché coniuga due elementi apparentemente antipodici in un film-paradosso; e risulta difficoltoso rendere a parole l'atmosfera straniante che vivifica il film, dovuta proprio a questo “matrimonio impossibile” tra la forma di cinema più realistica dell'epoca e una forma narrativa nebulosa e frammentata, confusa tra diversi livelli di verosimiglianza.